# Hippomonavella ramosae
Hippomonavella ramosae är en mossdjursart som beskrevs av Lopez de la Cuadra och Garcia-Gomez 2000. Hippomonavella ramosae ingår i släktet Hippomonavella och familjen Bitectiporidae. Inga underarter finns listade i Catalogue of Life.